# Deer Lake, Minnesota
Xã Deer Lake (tiếng Anh: Deer Lake Township) là một xã thuộc quận Itasca, tiểu bang Minnesota, Hoa Kỳ. Năm 2010, dân số của xã này là 3.495 người.